# أيمن زبيب
أيمن زبيب ( 19 يناير 1983 - ) مغني لبناني

## حياته
ولد في قعقعية الجسر، قضاء النبطية. وارتبط بيولا قديح.

## مشواره الفني
بدايته كانت من خلال برنامج ستديو الفن عام 2002 وحصل على الميدالية الذهبية
 ،انطلاقته الفعلية كانت عام 2005 حيث أطلق عدة ألبومات مع شركة روتانا

## الألبومات
| الألبوم     | العام | المنتج |
| ----------- | ----- | ------ |
| لعيونك أنت  | 2003  |        |
| لا يا حبيبي | 2006  | روتانا |
| حلفت بعمري  | 2009  | روتانا |
| أيمن زبيب   | 2017  | روتانا |

### أغاني مصورة
| الأغنية                        | المخرج     | المنتج        | العام |
| ------------------------------ | ---------- | ------------- | ----- |
| هلا يمة                        | رندلى قديح | روتانا        | 2006  |
| نبقى سوى                       | عادل سرحان | روتانا        | 2006  |
| قالولي أنساك                   | وليد ناصيف | روتانا        | 2006  |
| كرمالك                         | فادي حداد  | روتانا        | 2012  |
| محبوبي بمشاركة ريان وزين العمر | فادي حداد  | روتانا        | 2009  |
| بحبك والله                     | ريتا متري  | روتانا        | 2009  |
| كرمالك                         | فادي حداد  | روتانا        | 2012  |
| أشوفك بخير                     | صفوان نعمو | شباب القيثارة | 2014  |

## أغاني منفردة
- (2011):شو بعملك
- (2014):كل العمر

## أغاني مسلسلات
- (2010):الدبور